# Asbecesta dimidiaticornis
Asbecesta dimidiaticornis es un coleóptero de la familia Chrysomelidae. Fue descrita científicamente por primera vez en 1903 por Jacoby.